# Kangjur

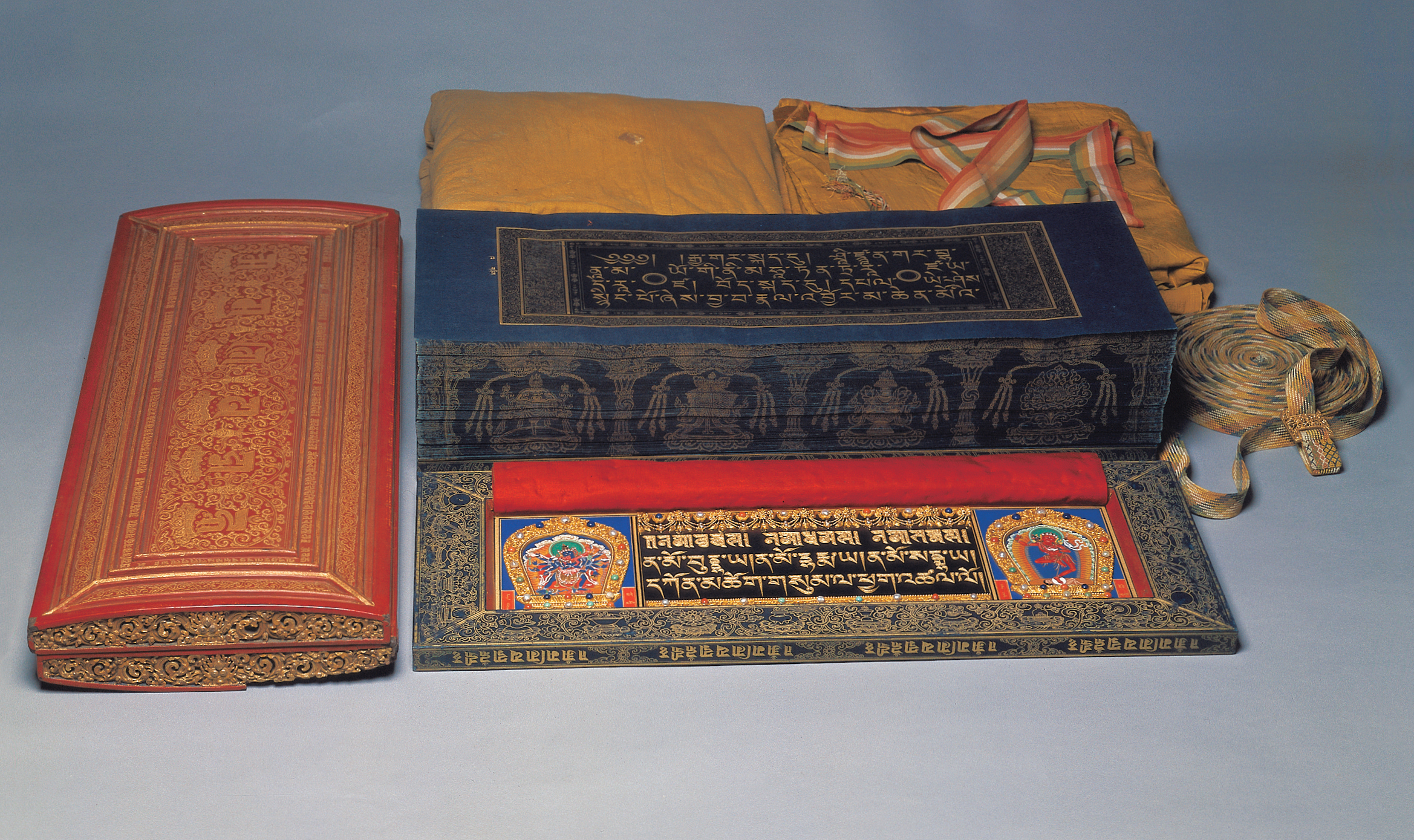
Tzw. Kangjur Kangxi, rękopis tybetańskiego kanonu buddyjskiego wykonany na zlecenie wielkiej cesarzowej wdowy Zhaosheng i ukończony w 1669. Narodowe Muzeum Pałacowe

Kangjur (tyb.: བཀའ་འགྱུར, Wylie: bka’ 'gyur, ZWPY: Ganggyur, w większości dialektów czyta się kandziur, w sanskrycie tripitaka, dosł. „przełożona mowa”) – tybetański kanon buddyjski, który jest uporządkowanym w ok. 100 tomów zbiorem świętych tekstów buddyzmu. Zbiór ten zawiera ponad 1000 różnego rodzaju książek z sutrami Buddy wczesnych szkół, przeważnie ze szkoły Sarvastivada i późniejsze sanskryckie sutry Mahajany, jak i komentarzy tzw. siastry. Kangyur gromadzony był w Tybecie od ósmego wieku naszej ery. W Tybecie znane było kilka edycji tego najważniejszego zbioru świętych tekstów buddyjskich. Niektóre dzieliły się na 108, a inne na 104 lub 111 tomów.
Nauki te zawierają trzy zasadnicze grupy tekstów:
1) sutrantę (zbiór sutr), czyli dysputy Buddy z uczniami, przedstawiające wiele tematów filozoficznych i praktycznych,
2) abhidharmę, zajmującą się w dużej mierze analizą procesów postrzegania, a także obejmującą nauki o kosmologii,
3) winaję, będącą szczegółową analizą zagadnień etycznych, a w szczególności reguł mnisich. Ze względu na ten podział, obejmujący trzy grupy, sanskrycki oryginał tego kanonu nazywa się tripitaką, czyli „trzema koszami”.
Kangjur wraz z Tengjurem stanowią podstawowy kanon buddyzmu tybetańskiego.
Źródło: www.benchen.org.pl/bibl_glos_ko.htm